# Kozo Tashima
Kozo Tashima (Prefectura de Kumamoto, 21 de novembre de 1957) és un futbolista japonès que disputà set partits amb la selecció japonesa.